# Ніколай Абільґор
Ніколай Абрахам Абільґор (дан. Nicolai Abraham Abildgaard; 11 вересня 1743, Копенгаген, — 4 червня 1809, Фредеріксдаль) — данський художник, засновник данської школи живопису.
Син етнографа і живописца Сьорена Абільґора і молодший брат відомого данського ветеринара Петера Абільґора. Здобув освіту в Данській королівській академії витончених мистецтв у Копенгагені, після чого як художник поїхав до Риму, де пробув з 1772 по 1777 рік. По поверненню на батьківщину став професором Данської академії мистецтв, в 1789—1792 і потім з 1802 році був її директором. Помер близ Фредеріксдаля 4 червня 1809 року.
Абільґор уважається засновником данської школи живопису. З його численних історико-алегоричних картин, які зберігалися у палаці Крістіансборг, під час пожежі було врятовано лише декілька; але залишилося досить багато його картин у Копенгагені.
Його учні — Б. Торвальдсен і К. Еккерсберг.